# 207481 Kékes
A 207481 Kékes (ideiglenes jelöléssel (207481) 2006 HC31) a Naprendszer kisbolygóövében található aszteroida. Sárneczky Krisztián fedezte fel 2006. április 24-én.